# Lew Landers
Lew Landers (2 de enero de 1901 - 16 de diciembre de 1962) posiblemente sea uno de los directores más prolíficos de la industria cinematográfica de los Estados Unidos. Su verdadero nombre era Louis Friedländer, y así figura en los créditos de sus primeras incursiones en el cine en los años 1930 para Universal Pictures. Fue en esa década cuando comenzó a realizar películas, siendo una de las primeras El cuervo (1935), protagonizada por la dupla Boris Karloff/Béla Lugosi). Landers dirigió muchos tipos de films, entre los que se incluyen westerns, comedias y películas de terror, llegando a trabajar para todos los principales estudios cinematográficos en sus más de 150 obras. Años más tarde, durante los años 1950, trabajó en televisión. En este período, dirigió durante una semana dos episodios de Aventuras de Superman la serie para la American Broadcasting Company filmada en blanco y negro.